# یاسنیه زوری
یاسنیه زوری (انگلیسی: Yasnye Zori) یک شهرک در بخش بلگورودسکی استان بلگورود کشور روسیه است.